# Annemiek de Haan
Annemiek de Haan (Groninga, 15 luglio 1981) è una canottiera olandese, vincitrice della medaglia d'argento nell'8 con alle Olimpiadi di Pechino 2008 e di quella di bronzo, sempre nell'8 con ad Atene 2004 ed a Londra 2012.

## Palmarès
- Olimpiadi

Atene 2004: bronzo nell'8 con.
Pechino 2008: argento nell'8 con.
Londra 2012: bronzo nell'8 con.
- Campionati del mondo di canottaggio

2005 - Kaizu: bronzo nell'8 con.